# برج ادمونتون
برج ادمونتون (به انگلیسی: Edmonton Tower) یک آسمان‌خراش با ارتفاع ۱۲۹ متر در ادمونتون، آلبرتا، کانادا است که در اواسط دسامبر ۲۰۱۶ گشایش بافت. در مجموع دارای ۳٬۱۷۱۶ متر مربع (۴۰٬۰۰۰ فوت مربع) فضای است. این ساختمان هفتمین سازه بلند در ادمونتون است.